# 노우미 타츠야
노우미 타츠야(일본어: 能見 達也 のうみ たつや[*], 1969년 8월 13일 ~ 2017년 5월 18일)는 일본의 배우였다.

## 어린 시절
노우미 타츠야는 형인 노우미 코이치가 오성전대 다이레인저인 시시레인저 천환성 다이고 역할을 맡았는데 타츠야의 딸인 요코는 1999년생으로 아버지를 따랐는데 다이레인저에서 활동하고 있다.

## 사망
2017년 5월 18일 향년 47세의 나이로 목을 매 자살했으며 유족은 형인 노우미 코이치와 형수와 조카와 아내와 딸인 노우미 요코가 있다.

## 출연작

### TV 드라마
- 오성전대 다이레인저 - 천환성 다이고 / 시시레인저 역
- 천장전대 고세이저 vs. 신켄저: 에픽 온 은막 - 고카이 핑크의 아버지